# 普通鹱
普通鸌（學名：Puffinus puffinus）是鸌形目鸌科的中型海鳥。其學名記錄了一個命名變遷：17世紀時這種鳥曾被稱作"曼克斯角嘴海雀"（Manks puffin）。"puffin"這個源自盎格魯-諾曼語（中古英語作pophyn）的詞彙原本指醃制後的幼鸌，後來才被用於命名北極海鸚，可能因為兩者的築巢習性相似。

## 分類學
普通鸌屬於鸌科，該科包含近100種中大型海鳥，具有狹長翼展和標誌性的"管狀鼻"特徵。近年研究提出加那利群島特有亞種P. puffinus canariensis。廣義的Puffinus屬包含多個曾被視作普通鸌亞種的物種，如地中海鸌、巴厘阿裡鸌等，其中夏威夷鸌與普通鸌親緣最近。
三種已滅絕物種與普通鸌關係密切：熔岩鸌的DNA分析顯示其與普通鸌構成姐妹群，以及沙丘鸌和斯卡利特鸌。
丹麥動物學家莫滕·特朗·布倫尼奇於1764年首次描述該物種。屬名"Puffinus"源自醃制幼鳥的古老食材名稱，該用法最早見於1337年，1678年後逐漸轉指北極海鸚。現代英文名"Manx"源於1835年記錄，指其在曼島小牛島的繁殖習性。

## 形態特徵

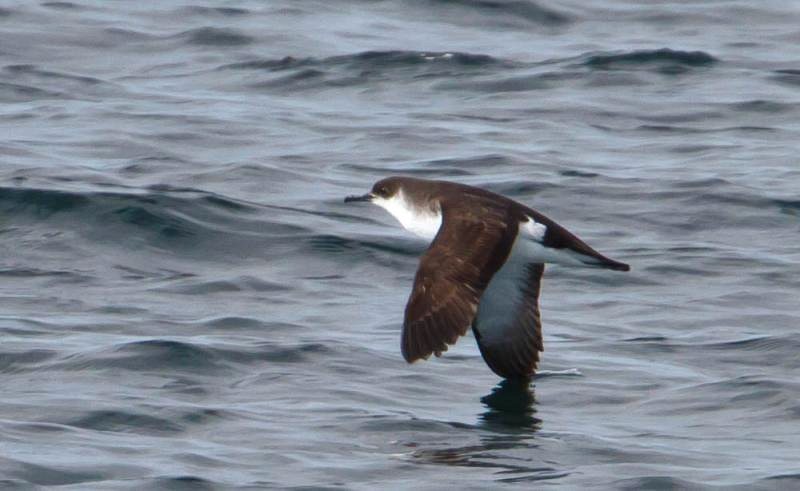
冰島上空的飛行姿態

普通鸌體長30-38釐米，翼展76-89釐米，體重350-575克。具有典型的剪水飛行姿態：雙翼僵直極少拍打，翼尖幾近觸水，身體隨波浪左右傾斜。飛行時雙翼與身體呈直角，黑白兩色的腹部與背部隨飛行交替顯現，宛如海面低空掠過的十字架。

## 延伸閱讀
- Sturkie, P D. . 5th Edition. Academic Press, San Diego. 1998. ISBN 978-0-12-747605-6. OCLC 162128712.

## 外部連結
- 英國鳥類學信託基金會-普通鸌檔案 （页面存档备份，存于）
- 關於1953年環志的科普蘭島個體：
  - 科普蘭鳥類觀測站
  - BBC報導 （页面存档备份，存于）
- 英國圖書館音像資料：
  - 普通鸌鳴聲
- VIREO 普通鸌圖片庫